# 松葉ヶ谷
松葉ヶ谷（まつばがやつ）は、神奈川県鎌倉市大町の名越（なごえ）に含まれる一地域名。建長5年（1253年）に日蓮が、安房国清澄寺から鎌倉に入り、松葉ヶ谷草庵（後に法華堂と号する）を構えた場所。その後、文永8年（1271年）（龍ノ口の法難）までの約18年間、日蓮の布教活動のための起居の場所となる。また、文応元年（1260年）に『立正安国論』を著した場所。
「草庵跡」は、妙法寺（日蓮在住19年の旧跡で、日蓮宗最初の寺。）、長勝寺（日蓮の庵室跡で、日朗、日印、日静が住居とし、本圀寺の前身となった寺。）、安国論寺（立正安国論を著した岩窟がある寺。）の三寺である。江戸時代の安永年間（1772年 - 1780年）頃、妙法寺と長勝寺の間で松葉ヶ谷の法難の旧跡を巡って論争が起こり、20年以上争われたが、結論が出なかったといい、正式な跡地は確認されていない。建て直しや、流罪の前後で移転があったとも考えられている。

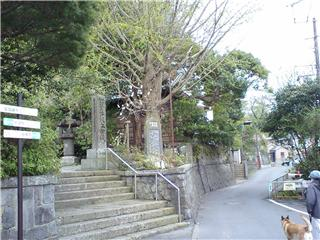
松葉ヶ谷と法難白猿伝説のある山縁

## 名前の由来
いくつかの説が有る。
- 那須与一宗高が住み、的番を置いていたので「的番ヶ谷」と呼ばれていたものが転じたとする説
- 的場（弓道場）が多くあり「的場ヶ谷」と呼ばれていたものが転じたとする説
- 谷戸付近に多くの松の木があったとする説。

## 松葉ヶ谷法難
日蓮四大法難と呼ばれるものの一つ。日蓮が、文応元年(1260)7月16日）に鎌倉幕府の五代執権北条時頼へ『立正安国論』を提出し、その内容が当時起こっていた地震、異常気象、疫病、飢餓は、法然を始めとする念仏教や禅教などの邪教に起因するものとし、幕府へ宗教政策の転換（正法を法華経とする）を促す内容であったため、その約1ヶ月後の8月27日に浄土教信者である念仏者たちによって草庵を夜間襲撃・焼き討ちされた事件を言う。
日蓮は富木常忍のいる下総国中山に避難した。襲撃の黒幕に幕府為政者、鎌倉宗教界の実力者である北条重時、6代執権北条長時（極楽寺北条氏）、大仏朝直、極楽寺忍性、蘭渓道隆、念阿良忠がいたと言われる。その後、日蓮は鎌倉に戻り、弘長元年(1261)5月12日に伊豆（伊東）へ流罪（伊豆流罪）となる。